# Tmarus metropolitanus
Tmarus metropolitanus är en spindelart som beskrevs av Cândido Firmino de Mello-Leitão 1929. 
Tmarus metropolitanus ingår i släktet Tmarus och familjen krabbspindlar. Inga underarter finns listade i Catalogue of Life.